# Jezioro Długie (Równina Nowogardzka)
Jezioro Długie – jezioro na Równinie Nowogardzkiej, położone w gminie Maszewo, w powiecie goleniowskim, w woj. zachodniopomorskim.
Powierzchnia jeziora wynosi 13,5 ha, głębokość ok. 4 m. Jezioro ma wydłużony kształt o przebiegu południkowym, długości 1,1 km i szerokości do 150 m. Poziom lustra wody jest obniżony w stosunku do powierzchni wysoczyzny o 6 m (brzeg zachodni) do 2–3 m (brzeg wschodni).
Stosunkowo strome brzegi jeziora pokrywa pas drzew, a większe lasy rosną na północ oraz wschód od niego.
Jezioro Długie leży pomiędzy osadą Maciejewo a wsią Godowo.